# Pelengdrossel
Die Pelengdrossel (Geokichla mendeni) ist eine wenig erforschte Singvogelart aus der Gattung Geokichla. Sie kommt auf Peleng im Banggai-Archipel und auf Taliabu im Sula-Archipel vor. Jedoch könnten die Individuen von Taliabu auch eine bisher unbeschriebene Unterart repräsentieren. Das Artepitheton ehrt den niederländischen Tiersammler und Präparator Johannes J. Menden.

## Merkmale
Die Pelengdrossel erreicht eine Größe von 20 cm. Die Oberseite, von der Stirn bis zum oberen Bürzel, ist rötlich-zimtfarben. Bei den Vögeln von Taliabu weisen auch die Unterschwanzdecken eine rötlich-zimtfarbene Färbung auf. Der übrige Körper ist schwarz, abgesehen von einem großen, ovalen, weißen Fleck an den Ohrdecken. Der Schnabel ist schieferfarben. Die Beine sind fleischrosa. Die Geschlechter ähneln sich wahrscheinlich. Die juvenilen Vögel sind bisher unbeschrieben. Der Ruf besteht aus einer dünnen, hohen, aufsteigenden Note, der Gesang aus einer flüssigen Reihe von Noten.

## Lebensraum und Lebensweise
Auf Taliabu bewohnt die Pelengdrossel Tieflandwälder in Höhenlagen von 50 bis 300 m, einschließlich selektiv eingeschlagene und degradierte Wälder mit Bambus-Beständen. Sie geht meist einzeln oder paarweise auf Nahrungssuche. Ihre Nahrung besteht aus Gliederfüßern und Weichtieren, die am Boden aufgespürt werden. Über ihr Fortpflanzungsverhalten ist nichts bekannt.

## Systematik
Die Pelengdrossel wurde 1939 von Oscar Neumann als Turdus (Geokichla) mendeni erstbeschrieben. 1943 wurde sie von John Todd Zimmer und Ernst Mayr als Unterart Geokichla erythronota mendeni der Rotrückendrossel klassifiziert. 1952 wurde die Pelengdrossel von S. Dillon Ripley als Zoothera erythronata mendeni gelistet. 2004 wurde sie von Nigel Collar als eigenständige Art Zoothera mendeni abgespalten.  2008 transferierten Gary Voelker und John Klicka die Pelengdrossel in die Gattung Geokichla, die eine Zeitlang als Untergattung von Zoothera galt.

## Status
Die IUCN listet die Pelengdrossel auf der Vorwarnliste (near threatened). Von Peleng ist die Art nur vom Typusexemplar bekannt, das im August 1938 von Johannes J. Menden gesammelt wurde. Bei einer Feldstudie auf Taliabu im Jahr 1991 wurde die Pelengdrossel einige Male gesichtet. Hier ist ihr Lebensraum ziemlich ausgedehnt, umfasst jedoch überwiegend Sekundärwälder.